# Mai Lão Bạng
Mai Lão Bạng (1866-1942), tục gọi là Già Châu, là một tu sĩ Công giáo và là một chí sĩ cách mạng trong các phong trào Duy Tân, Đông Du, Việt Nam Quang phục Hội trong lịch sử Việt Nam.

## Thân thế
Ông sinh năm Bính Dần 1866 trong một gia đình Công giáo tại họ đạo Dụ Thành, giáo xứ Dụ Thành, giáo phận Nam Đàng Ngoài (sau là Giáo phận Vinh), bấy giờ thuộc làng Quảng Ích, tổng Đậu Chử, nay là thôn Hoàng Dụ, xã Kỳ Khang, huyện Kỳ Anh, tỉnh Hà Tĩnh (Có tài liệu ghi nơi sinh ông là tại làng Vang, xã Hưng Vĩnh (nay là phường Đông Vĩnh, thuộc thành phố Vinh, tỉnh Nghệ An)). Tên khi rửa tội của ông là Gioan Baotixita Mai Văn Châu. Tương truyền, thân phụ Mai Lão Bạng theo Nho học và sống bằng nghề thuốc, hay giúp đỡ người nghèo khó trong vùng nên được dân chúng quý mến, khi quá tuổi trung niên mới sinh con nên khi được bà con, bạn bè chia vui mới lấy câu thành ngữ "Lão bạng sinh châu" (老蚌生珠, trai già nhả ngọc) để đặt tên con là Châu và tự là Lão Bạng.
Do ảnh hưởng của thân phụ, thuở nhỏ ông được học chữ Hán tại làng, sau đó được gửi ra học tại Đại chủng viện Xã Đoài (huyện Nghi Lộc, tỉnh Nghệ An), trải đến chức Già, nên tục gọi là Già Châu. Tuy nhiên, theo Linh mục JB. Nguyễn Hữu Thy trong Tóm lược Lịch sử Giáo phận Vinh, thì ông đã thụ phong đến chức Linh mục. Điều này có lẽ là do sự nhầm lẫn.

## Sự nghiệp cách mạng
Cùng học với ông ở trường Dòng có đạo hữu Lê Khánh người Nghi Lộc, Nghệ An. Trong thời gian ở trường Dòng, các chủng sinh bị cha cố người Pháp quản lý ngặt nghèo không cho tham gia các hoạt động ngoài xã hội. Vì vậy, khi khi đạt đến chức "Thầy Già" nhưng chưa đợi đạt đến chức Linh mục, cả hai ông đều xin ra khỏi trường Dòng để hành đạo.
Trên đường hành đạo, hai ông liên lạc với các Linh mục yêu nước Nguyễn Văn Tường, Nguyễn Thần Đồng, Đậu Quang Lĩnh, cùng tập hợp các tín đồ Công giáo yêu nước. Khoảng cuối năm 1904 đầu năm 1905, các ông hình thành một tổ chức cách mạng lấy tên là "Duy Tân giáo đồ hội", đứng đầu là các linh mục Tường, Đồng, Lĩnh hoạt động theo tôn chỉ của Hội Duy Tân do Phan Bội Châu lãnh đạo. Hội đã đóng vai trò quan trọng trong việc sửa chữa sai lầm của phong trào Cần Vương về khẩu hiệu "Bình Tây sát Tả" ("Sát Tả" tức là giết những người theo đạo Thiên chúa), vì vậy đã xóa bỏ được các hận thù Lương - Giáo và quy tụ được nhiều giáo dân tham gia phong trào Duy Tân.
Năm 1908, Duy Tân giáo đồ hội cử Mai Lão Bạng xuất dương, giúp đỡ Hội chủ tham gia việc ngoài. Trong Niên biểu, Phan Bội Châu ghi lại:
"Năm Mậu Thân tháng Hai (tháng 3 năm 1908) tôi sửa soạn đi Tiêm La, trở về Hương Cảng đụng gặp cụ Mai Lão Bạng từ trong nước ra, đồng đi lần đó có học sinh thanh niên và mươi người. Cụ Mai là đại biểu cho người trong Thiên Chúa giáo đồ. Giáo hội ủy thác cụ ra để giới thiệu những người giáo đồ nhập hội Duy Tân. Trước kia học sinh xuất dương chưa có ai là người trong Giáo hội. Từ cụ Mai xuất dương, Giáo hội cũng phái người xuất dương như Lê Kim Thanh, Lê Hồ Chung, Nguyễn Đậu Sơn, Lưu Yên Đơn những người ấy trước sau cả thảy có 10 người. Tựu trung có mấy người đã từng đậu nhà thầy, Kim Thanh và Yên Đơn là người trội nhất... Cụ Mai thi đậu Cụ nhưng vì gánh việc Duy tân hội, nên qua Nhật Bản. Tôi vì cớ tôn trọng Giáo hội, mới nhóm toàn viện học sinh hoan nghênh cụ. Cụ rất nhiệt tâm về việc cổ động giáo đồ. Cụ có làm bản sách “Lão Bạng phổ khuyến thư” có ảnh hưởng tới phía giáo đồ nhiều lắm...”".
Tháng 8 năm 1908, Phan Bội Châu đã cho in 200 bản bài “Phổ khuyến” tại Nhật Bản gửi về trong nước cùng với bức ảnh Phan Bội Châu, Cường Để và Mai Lão Bạng chụp chung.
Tuy nhiên, đến tháng 9 năm đó, thì chính phủ Nhật Bản đã ra lệnh giải tán Đông Á đồng văn thư viện, Cống hiến hội và trục xuất các du học sinh ra khỏi đất Nhật theo Hiệp ước Pháp-Nhật. Ông qua Xiêm La nhưng bị chính phủ Xiêm bắt giam theo yêu cầu của chính quyền thực dân Pháp. Sau bốn tháng ngồi tù, ông lại bị trục xuất khỏi đất Xiêm. Ông sang Hương Cảng để liên hệ với Phan Bội Châu, lại bị nhà đương cục Anh bắt giam ba tháng rồi trục xuất khỏi Hương Cảng vào năm 1909. Cùng thời gian này, tổ chức Duy tân giáo đồ hội ở Nghệ Tĩnh cũng bị phá vỡ. Các linh mục Tường, Đồng, Lĩnh bị bắt rồi bị kết án đày đi Côn Đảo. Riêng ông bị kết án vắng mặt. Gia đình ông cũng bị liên lụy, em trai ông là Mai Văn Huyền đang học Tiểu chủng viện, bị đuổi và bị truy nã, phải trốn vào Quảng Bình ở với cha Kiểm, sau mới trở về quê Kỳ Anh.
Đầu năm 1910, ông gặp Phan Bội Châu ở Quảng Đông và được cử bí mật sang Xiêm cùng với Đặng Thúc Hứa xây dựng trại cày Bản Thẩm tính kế lâu dài, ít lâu sau cả Phan Bội Châu cũng sang. Năm 1911, Cách mạng Tân Hợi nổ ra ở Trung Quốc, ông cùng Phan Bội Châu và một số yếu nhân vội trở sang Trung Quốc bàn việc cải tổ Hội Duy Tân cho phù hợp với tình hình mới. Đầu tháng 2 năm 1912, Việt Nam Quang phục Hội được thành lập để thay thế Hội Duy tân với tôn chỉ "Đánh đuổi giặc Pháp, khôi phục nước Việt Nam và thành lập nước cộng hòa dân quốc Việt Nam". Hoàng thân Cường Để được bầu làm Hội trưởng (Bộ trưởng Tổng vụ bộ), Phan Bội Châu làm Tổng lý (Phó Bộ trưởng), ông và Đặng Tự Mẫn làm Kinh tế bộ ủy viên. Tháng 8 năm 1912, ông được cửa làm Phó Tổng trưởng Bộ Tài chính. Ông cùng các đồng chí lập hiệu thuốc Đông Bằng Y xã để làm cơ sở kinh tài và trụ sở chính của Hội.
Năm 1913, Hội Việt Nam Quang Phục thực hiện đường lối cách mạng bạo động, tổ chức ám sát và đặt bom nhiều nơi tại 3 Kỳ, khiến nhà cầm quyền thực dân Pháp phản ứng gay gắt. Nhân vụ binh biến tại Quảng Châu, Long Tế Quang tự nắm quyền Đốc quân, chính quyền thực dân Pháp thỏa hiệp với Long Tế Quang bắt giam Phan Bội Châu cùng các đồng chí, trong số đó có Mai Lão Bạng. Mãi đến tháng 3 năm 1917, quân Long Tế Quang giao chiến với quân Trung Hoa Đồng minh Hội ủng hộ Tôn Trung Sơn thất bại, Long bỏ chạy về Bắc Kinh, Mai Lão Bạng mới được tha.
Khoảng tháng 4 năm 1917, Mai Lão Bạng lên Thượng Hải, gặp được các ông Hy Cao (Nguyễn Đình Kiên) và Kim Đài (chưa tra cứu được tên thật) vừa vượt ngục Côn Lôn chạy sang. Tuy nhiên không lâu sau, các ông bị Phan Bá Ngọc báo cho mật thám Pháp bắt giải về nước, giam ở Vinh, sau đó bị đày ra Côn Lôn. Ông bị thực dân Pháp giam cầm tại đây trong 15 năm, mãi đến năm 1933 mới được thả.
Sau khi được tha, ông ở lại Vinh (Nghệ An). Nơi đây, ông mở hiệu thuốc Lão Bạng y quán để kiếm sống. Tuy phong trào đã tan rã, hàng năm ông vẫn vào Huế thăm Phan Bội Châu đang bị an trí ở Bến Ngự. Năm 1939, hai ông gặp nhau lần cuối và ông được Phan Bội Châu tặng tấm ảnh chân dung "Ông già Bến Ngự" với lời đề " Cứu quốc tồn chủng, hữu chí vô tài, kim cánh dữ quốc dân trường từ, tội thậm, khất thứ" tặng Mai Lão Bạng - Sào Nam (nghĩa là: Cứu nước bảo tồn giống nòi, tôi có chí nhưng không có tài, nay đã đến lúc từ giã quốc dân mãi mãi, tôi có tội lớn xin thứ cho. Tặng Mai Lão Bạng - Sào Nam). Tấm ảnh được ông trân trọng treo vào chính giữa gian nhà vừa là hiệu thuốc của mình.
Tháng 10 năm 1942, Mai Lão Bạng qua đời tại Vinh. Mộ phần ông được táng tại nghĩa địa giáo xứ Cầu Rầm phía cửa Hữu thành Nghệ An. Năm 2009, họ đạo Dụ Thành và con cháu ông đã cát táng về chôn tại nghĩa trang quê nhà thuộc thôn Quảng Ích xã Kỳ Khang.

## Tác phẩm
Mai Lão Bạng là tác giả bài ca Lão Bạng phổ khuyến thư, viết trước 1912 ở Trung Quốc, in ở Nhật rồi gửi về Việt Nam. Ngoài ra, ông còn sáng tác một số văn thơ tuyên truyền. Hiện trong sách Hợp tuyển thơ văn Việt Nam (1858-1920, quyển 2) có giới thiệu bài thơ lục bát dài mang tên Khuyên đồng tâm do ông sáng tác khoảng năm 1913. 

## Phan Bội Châu và ông
Trích Ngục trung thư của Phan Bội Châu, đoạn viết về Mai Lão Bạng:
...Tôi (tác giả, tức Phan Bội Châu) với yếu nhân của đảng là Mai quân (tức Mai Lão Bạng) cùng bị bắt hạ ngục...Từ khi xuất dương tới giờ, tôi được nếm mùi ở tù, lần này là lần thứ nhất. Nhưng Mai quân hơn tôi: lần này ông ta vào ngục là lần thứ ba rồi. Vào ngục bữa đầu hết, tôi với Mai quân ở chung một sà lim. Đêm hôm ấy, tôi đọc miệng một bài thơ an ủi Mai quân như vầy:
| Phiêu bồng ngã bối các tha hương Tân khổ thiên quân phận ngoại thường Tính mạng kỷ hồi tần tử địa Tu mi tam độ nhập linh dường Kinh nhân sự nghiệp thiên đào chú Bất thế phong vân đế chủ trương Giả sử tiền đồ tận di thản Anh hùng hào kiệt giã dung thường. | Đại ý là: Bơ vơ đất khách bác cùng tôi: Riêng bác cay chua nếm đủ mùi. Tính mạng bao phen gần chết hụt Mày râu ba lượt bị giam rồi! Trời toan đại dụng nên rèn chí, Chúa giúp thành công tất có hồi. Nếu phải đường đời bằng phẳng hết, Anh hùng hào kiệt có hơn ai. (Bản dịch của Đào Trinh Nhất) |

Còn tôi thì tự an ủi mình bằng một bài thơ Nôm...Làm xong hai bài thơ, tôi ngâm nga lớn tiếng rồi cả cười, vang động cả bốn vách, hầu như không biết thân mình đang bị nhốt trong ngục...Qua ngày thứ nhì, người ta nhốt riêng tôi và Mai quân mỗi người ở cách biệt nhau một nơi...
Đối lại, khi hay tin Phan Bội Châu mất (1940), Mai Lão Bạng đã làm câu đối điếu như sau:
Bạch thủ công phân như, trấp niên thu hồ hải đính thâm giao, ngã quý vị năng đồng nhất liễu;
Đan tâm ưng vị liễu, nhị thập kỷ giang sơn tương hoán sắc, công hồ bất giả sổ niên lưu.
Nghĩa là:
Đầu bạc đã chia phôi, hai chục thu xưa, hồ hải ghi dấu thâm giao, tôi thẹn không cùng được chết;
Lòng son còn chưa lạt, hai mươi thế kỷ, non sông sắp thay màu sắc, ông sao không cố vài năm.

## Đời tư
Sau khi từ Côn Lôn trở về Vinh sinh sống, ông lập gia đình với bà Anna Bùi Thị Tám (1888-1980) người họ giáo Kẻ Tùng, xã Láng Ngạn, huyện La Sơn nay là xã Đức La, huyện Đức Thọ. Ông bà sinh con gái đầu lòng là Maria Mai Thị Nhung vào năm 1930, (về sau bà Nhung về sống ở xã Bình Ba, huyện Châu Đức, tỉnh Bà Rịa Vũng Tàu). Năm 1935, ông bà sinh thêm một người con trai là Baotixita Mai Văn Du, nhưng mất sớm khi mới 5 tuổi. Ông bà còn có người con nuôi họ Nguyễn quê ở Thổ Hoàng huyện Hương Khê, lấy tên họ mới là Mai Văn Dư.

## Ghi công
Hiện nay ở quận Tân Bình, Thành phố Hồ Chí Minh; quận Hải Châu, thành phố Đà Nẵng; thành phố Hà Tĩnh, tỉnh Hà Tĩnh, thành phố Vinh, tỉnh Nghệ An đều có con đường mang tên Mai Lão Bạng.
Mộ phần của ông tại quê nhà tại xã Kỳ Khang, huyện Kỳ Anh, được công nhận là di tích Lịch sử - Văn hóa cấp Tỉnh.